# Mindre darwintangara
Mindre darwintangara (Geospiza fuliginosa), eller mindre darwinfink, är en fågel i familjen tangaror inom ordningen tättingar.

## Utbredning och systematik
Fågeln förekommer enbart i buskmarker på Galápagosöarna. Den behandlas som monotypisk, det vill säga att den inte delas in i några underarter.

## Status
IUCN kategoriserar arten som livskraftig.

## Namn
Denna art tillhör en grupp fåglar som traditionellt kallas darwinfinkar. För att betona att de inte tillhör familjen finkar utan är istället finkliknande tangaror justerade BirdLife Sveriges taxonomikommitté 2020 deras namn i sin officiella lista över svenska namn på världens fågelarter.